# Joseph Münsterer

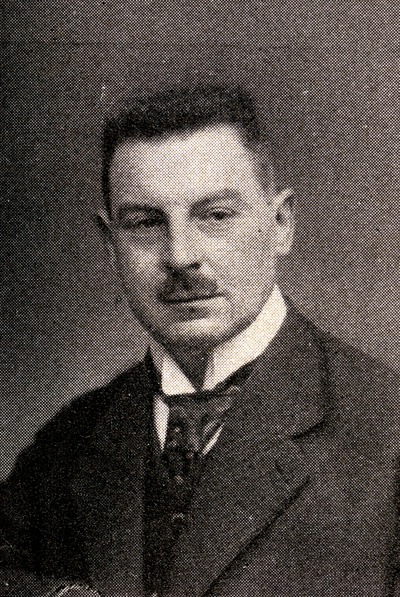
Joseph Münsterer (1920)

Joseph Münsterer (* 6. März 1886 in Hengersberg; † 13. September 1951 ebenda) war ein bayerischer Jurist, Beamter und Politiker.

## Leben
Joseph Münsterer besuchte das Gymnasium in Passau und studierte anschließend Jura an der Ludwig-Maximilians-Universität München und der Julius-Maximilians-Universität Würzburg. Er war Mitglied der Katholischen Bayerischen Studentenverbindung Rhaetia München-Würzburg und wurde später Philister der KDStV Franco-Raetia Würzburg, deren Philistersenior er wurde.
Ab 1916 erhielt er die Zulassung als Rechtsanwalt, ehe er 1919 beim Staatsministerium des Inneren in den Staatsdienst eintrat. 1933 wurde er auf Grund seiner Mitgliedschaft in der Bayerischen Volkspartei kurzzeitig vom Staatsdienst suspendiert, wurde später an die Regierung von Oberbayern versetzt, 1940 an die Regierung in Danzig abgeordnet zur Verwendung bei dem Oberversicherungsamt, 1942 an die Landesversicherungsanstalt Oberbayern versetzt.
Nach dem Krieg wurde es Fürsorgereferent im Staatsministerium des Inneren, ehe er 1948 als Ministerialrat Leiter der Obersten Siedlungsbehörde wurde.

## Politisches Engagement
Münsterer war von 1919 bis 1920 für den Stimmkreis Gemünden, von 1920 bis 1921 und von 1921 bis 1924 für den Stimmkreis Karlstadt-Werneck für die Bayerische Volkspartei Mitglied des Bayerischen Landtags. Vom 1. Juni bis zum 1. November 1919 war er kurzzeitig politischer Staatsrat im Staatsministerium des Innern und Stellvertreter des Ministers.

## Mitgliedschaften
- Bayerische Volkspartei
- Erster Vorsitzender der Allgemeinen Ortskrankenkasse und des Krankenkassenverbandes Deggendorf Land
- Erster Vorsitzender der Zentrumspartei für den Amtsgerichtsbezirk Hengersberg